# Tiger Hillarp Persson
Tiger Hillarp Persson (nascut a Malmö el 28 d'octubre de 1970) és un jugador d'escacs suec, que té el títol de Gran Mestre des de 1999.
A la llista d'Elo de la FIDE del novembre de 2020, hi tenia un Elo de 2543 punts, cosa que en feia el jugador número 4 (en actiu) de Suècia. El seu màxim Elo va ser de 2618 punts, a la llista d'abril de 2009 (posició 139 al rànquing mundial).

## Resultats destacats en competició
D'entre els torneigs que ha guanyat, destaquen el "VISA Nordic Grand Prix" de Gentofte, (on hi quedà davant de jugadors com Sune Berg Hansen, Simen Agdestein, Einar Gausel, Helgi Grétarsson, o Heikki Westerinen entre d'altres), York (1999), Jersey (2000) i Guernsey (2001). El 1999 fou primer ex aequo amb Alexander Baburin a la Politiken Cup, a Copenhague; el mateix any va guanyar el Campionat Nòrdic celebrat també a Copenhague, Dinamarca, i fou segon en l'edició de 2005, a Vammala, Finlàndia (el campió fou el seu compatriota Evgeny Agrest). El 2008 va guanyar el "Sigeman & Co Chess Tournament" a Malmö, amb uns impressionants 7 ½ punts sobre 9 partides.
El 2010 empatà als llocs 3r–6è amb Sarunas Sulskis, Kaido Külaots i Hans Tikkanen a Borup.
Ha estat Campió de Suècia dues vegades, el 2007 i 2008. El 2009 fou segon al Grup C del Torneig Corus.
El 2010 empatà als llocs 3r-6è amb Sarunas Sulskis, Hans Tikkanen i Kaido Kulaots a Borup (el campió fou Normunds Miezis)
El 2017 empatà al segon lloc al campionat de Suècia, a Estocolm, amb Nils Grandelius (el campió fou Hans Tikkanen). Exactament la mateixa classificació es repetí al campionat següent, el 2018.

## Partides notables
- Tiger Hillarp Persson vs Judit Polgar, Hotel Bali Stars 2003, defensa nimzoíndia: Variant Kmoch (E20), 1-0
- Eduardas Rozentalis vs Tiger Hillarp Persson, "12vo Sigeman & Co Chess Tournament" 2004, defensa francesa: Rubinstein, Variant Fort Knox (C10), 0-1
- Vladimir Petkov vs Tiger Hillarp Persson, 37a Olimpíada d'escacs (2006), defensa eslava: Línia Moderna (D11), 0-1